# Neues vom König aus Burladingen

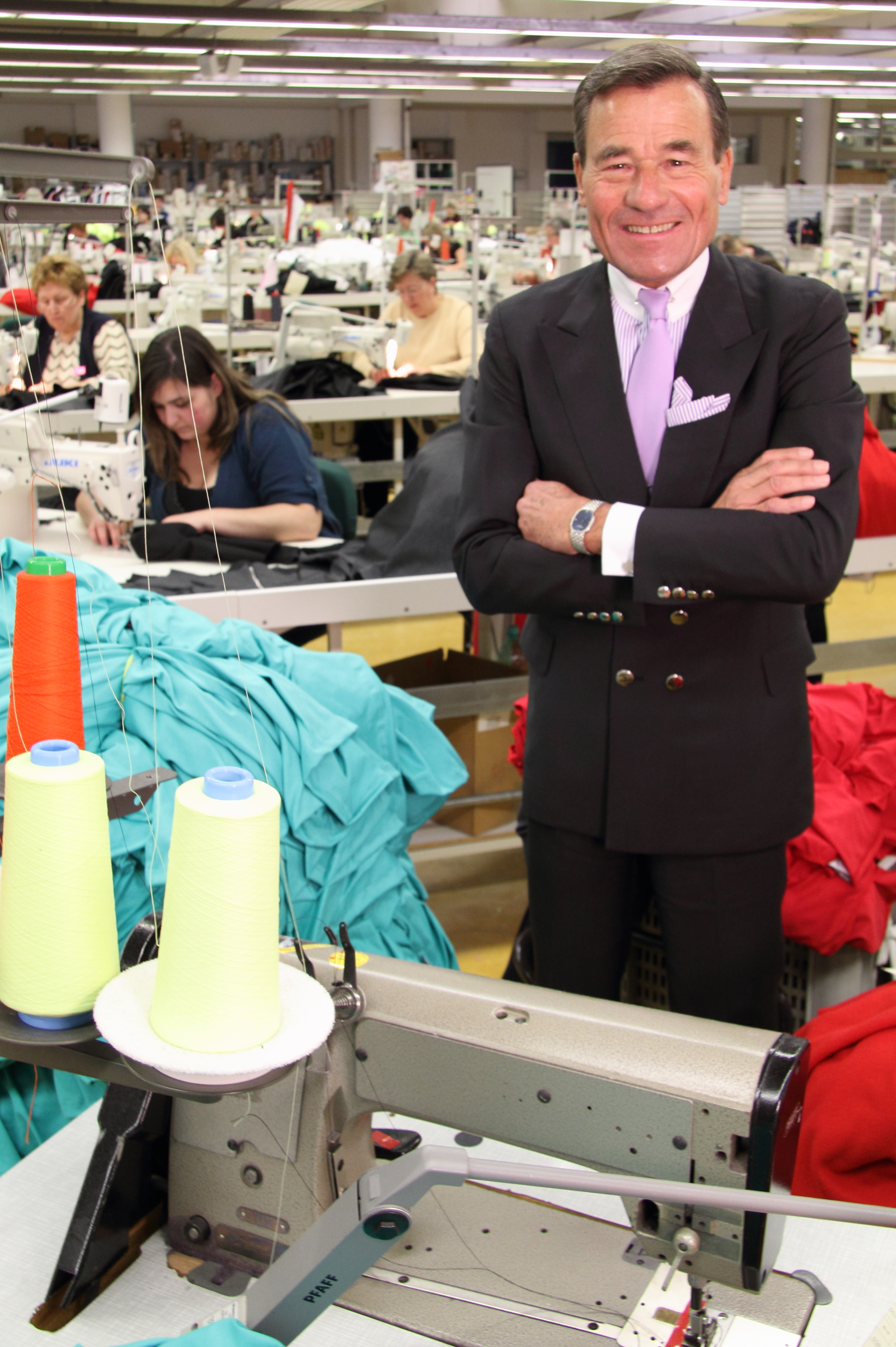
Wolfgang Grupp in einem seiner Nähsäle in Burladingen

Neues vom König aus Burladingen ist eine Doku-Serie über den Burladinger Unternehmer Wolfgang Grupp und sein Unternehmen Trigema, die 2010 in 4 Folgen a 30 Minuten vom SWR ausgestrahlt wurde. Es handelt sich um eine Fortsetzung des Films „Der König von Burladingen“.
Den Regisseuren gelingt es, intime Einblicke in Leben und Arbeit eines der eigenwilligsten Unternehmer Deutschlands zu geben. In hohem Erzähltempo wird der Zuschauer sowohl in das Privathaus der Grupps, als auch in eine große Anzahl von Abteilungen der Fabrik des schwäbischen Textilherstellers geführt. Des Weiteren werden Familien in Burladingen porträtiert, die teilweise seit Generationen für Trigema arbeiten. Als ebenbürtige Partnerin nimmt die Ehefrau des Unternehmers, Elisabeth Grupp, die ebenfalls für Trigema arbeitet, den Platz der weiblichen Hauptrolle ein. Das Filmteam folgt ihr unter anderem in ihren Hubschrauber, mit dem sie zu entfernten  Trigema-Filialen fliegt.
Der Film wurde im Zeitraum eines halben Jahres in Burladingen und Umgebung gedreht. Er bezieht sowohl Spannung als auch Komik aus der gegenüberstellenden Darstellung der einerseits nahezu patriarchalen Machtverhältnisse bei Trigema und andererseits dem Versuch aller Beteiligten, diesen in ihrem alltäglichen Leben gerecht zu werden. Es entsteht das Bild eines Unternehmers, der auf „altmodischen“ Grundprinzipien wie Ehrlichkeit und Verantwortungsbewusstsein beharrend, eine funktionierende Firmenhierarchie verwirklicht, die von allen Beteiligten als annehmbar oder sogar erstrebenswert angesehen wird. Die Interviewten beschreiben ihre Einstellung mehrfach als die „schwäbische Art“.

## Inhalt
Folge 1
In der ersten Folge lernen werden die Protagonisten vorgestellt: die Unternehmerfamilie und die Hausmeisterfamilie mit deren Verwandten, die alle bei Grupp arbeiten. Die schwäbische Sparsamkeit ist nur eines der Themen, das beide Seiten verbindet.
Während der Unternehmer leere Papierblätter aus dem Papierkorb klaubt, um sie im Faxgerät weiterzuverwenden, repariert der Hausmeister Abfalltüten, und setzt sie mehrfach ein.
In der halbjährlichen Kollektionsbesprechung gibt es Streit um ein von der Designerin des Unternehmens entworfenes Nachthemd und ein Sweatshirt aus Nikistoff. Beide scheitern an der Sparsamkeit des Chefs. Er will die Kollektion so schlank wie möglich halten. Seine Frau Elisabeth Grupp und die Designerin Frau Schwarz wollen aber weiter für die modischen Innovationen kämpfen.
Folge 2
Elisabeth und Wolfgang Grupp haben wieder einmal Ärger mit einer Verkäuferin. Der Chef bekommt einen Tobsuchtsanfall, als er erfährt, dass die Mitarbeiterin seit Wochen krank feiert. Das Niki-Sweatshirt schmettert der Chef auch endgültig ab.
Wolfgang Grupp besucht eine Betriebsratssitzung in einer seiner Nähereien, während seine Frau mit dem Hubschrauber aufbricht, um mehrere Verkaufsgeschäfte des Unternehmens zu kontrollieren. Wir erfahren, dass es immer schwieriger ist, Verkäuferinnen zu finden und dass die Gewerkschaft in Grupps Unternehmen einen schweren Stand hat.
Hausmeister Müller und seine Schwester Frau Ißleib bereiten das Essen für eine Reisegruppe vor, die im Unternehmen an einer Betriebsführung teilnimmt.
Folge 3
Auf einem Recyclinghof hat Wolfgang Grupp seine neueste technische Innovation vergraben: ein Bio-T-Shirt, das rückstandslos verrottet. Dessen Eigenschaften sollen demonstriert werden.
Die Tochter von Frau Ißleib, Silke, arbeitet in der Eintüterei. Ihr Sohn soll für den Katalog des Textilunternehmens fotografiert werden, außerdem feiert die Familie seine Kommunion.
Wolfgang Grupp reist zu einem Vortrag nach Österreich. Er erklärt der versammelten Lokalpolitik ihre Abhängigkeit von der Wirtschaft und unterhält einen ganzen Saal mit seiner unkonventionellen Unternehmensphilosophie.
Grupps Kinder, die beide in London studieren, kommen zu Besuch nach Burladingen.
Folge 4
Die Tochter Bonita Grupp wird zum Topmodel umgeschminkt und für den Firmenkatalog fotografiert. Es fällt ihr schwer, sich den Wünschen des Fotografen entsprechend vor der Kamera zu bewegen. Mit den Ergebnissen ist Frau Grupp trotzdem sehr zufrieden.
Das Wochenende verbringt dann die ganze Familie Grupp im Allgäu. Hier werden wir unter anderem über den Zusammenhang zwischen Wolfgang Grupps Jagdleidenschaft und der Liebe aufgeklärt.
Wolfgang Grupp hat Geburtstag und blättert mit der Familie in alten Fotoalben.
Das im Bau befindliche Familiengrab der Unternehmerfamilie soll ein vier Meter hohes Wegekreuz aus Stahl und Bronze erhalten. Es sind bange Momente für den ortsansässigen Künstler, als das von ihm gestaltete Monument an einem Kran an seinen Platz schwebt.

## Zitate
Die Sachbearbeiterin Frau Ißleib beschreibt ihre Stellung in der Firma so: „Hinter mir ist niemand - vor mir ist alles.“
Wolfgang Grupp lehnt Farbexperimente in seiner Kollektion ab und sagt: „Ich trag doch kein Petrol!“
Nach einer heftigen Debatte über die künftige Kollektion zwischen Wolfgang Grupp, seiner Frau und der Chefdesignerin erklärt Elisabeth Grupp ihre Stellung in der Firma so: „Die Entscheidungen trifft mein Mann. Ich entscheide aber, was er entscheidet.“